# Radzików (osada w województwie mazowieckim)
Radzików – osada w Polsce położona w województwie mazowieckim, w powiecie warszawskim zachodnim, w gminie Błonie.
Do 1954 istniała gmina Radzików. W latach 1975–1998 miejscowość położona była w województwie warszawskim.
Znajduje się tu główna siedziba Instytutu Hodowli i Aklimatyzacji Roślin oraz osiedle mieszkaniowe Spółdzielni Mieszkaniowej IHAR.